# Die kleine blaue Lokomotive
Die kleine blaue Lokomotive (englischer Originaltitel The Little Engine That Could) ist ein Bilderbuch von Arnold Munk (1888–1957), welches dieser unter dem Pseudonym Watty Piper 1930 bei seinem eigenen Verlag Platt & Munk  veröffentlichte. Die Illustrationen der ersten Auflage stammen von Lois L. Lenski. Die deutsche Erstausgabe Die kleine blaue Lokomotive erschien 1984 beim Carlsen Verlag.

## Inhalt
Die Geschichte beginnt damit, dass ein Eisenbahnzug, der mehrere Waggons – beladen mit Spielsachen und allerlei Leckereien für Kinder – über einen Berg ziehen soll, kaputt geht. Ein Spielzeugclown bittet stellvertretend für alle Spielsachen hintereinander mehrere vorbeifahrende Lokomotiven, den Transport zu übernehmen. Er erhält allerdings nur Absagen: Die Reisezuglokomotive hält diese Aufgabe für unter ihrer Würde, die starke Güterzuglokomotive transportiert nur wichtige Güter und die alte Dampflok ist bereits zu müde. Eine ebenfalls vorbeifahrende kleine blaue Rangierlok ist zwar skeptisch, der Aufgabe gewachsen zu sein, springt aber letztlich doch ein und schafft mit dem ständig wiederholten Spruch „Ich glaub, ich kann’s“ das schier Unmögliche und bringt unter dem Jubel der Spielsachen die Waggons zeitgerecht über den Berg und an ihr Ziel. Die Geschichte endet mit einer überaus stolzen kleinen blauen Lokomotive und dem Spruch „Ich wußt, ich kann’s!“.

## Hintergrund
Das einprägsame Mantra „Ich glaub, ich kann’s“ geht auf einen bereits 1902 veröffentlichten Artikel in einer schwedischen Zeitschrift zurück. Am 8. April 1906 wurde eine Frühversion der Geschichte im New York Tribune unter dem Titel Story of the Engine That Thought It Could veröffentlicht. Es folgten weitere Variationen der Geschichte, insbesondere eine Version aus dem Jahr 1910 unter dem Namen The Pony Engine von Mary C. Jacobs sowie eine gleichnamige Version von Mabel C. Bragg, die 1916 in einer Kinderzeitschrift veröffentlicht wurde. Braggs Version war die Basis für Watty Pipers Ausgabe von 1930, für die Arnold Munk die Illustratorin Lois L. Lenski beauftragte.

## Reaktionen
Björn Sundmark schreibt in The Oxford Encyclopedia of Children’s Literature: „Der Reiz der Geschichte liegt in der Kombination eines mehr oder weniger minimalistischen Textes mit Refrains, die für kleine Kinder perfekt zugänglich sind, mit einfachen, farbenfrohen Bildern von Spielsachen in Aktion“. Victoria Neumark schreibt in ihrer Rezension über Die kleine blaue Lokomotive: „Die Geschichte von der kleinen Lok ist der Inbegriff des amerikanischen Traums, dass harte Arbeit zum Erfolg führt“ Kleine Kinder lieben die eingängigen Texte und die Charaktere der Loks.

## Auszeichnungen
Das Buch erhielt 1959 den Lewis Carroll Shelf Award.

## Referenzen
Die kleine blaue Lokomotive ist in dem literarischen Nachschlagewerk 1001 Kinder- und Jugendbücher – Lies uns, bevor Du erwachsen bist! für die Altersstufe 0–3 Jahre enthalten.

## Ausgaben
- The Little Engine That Could, Platt & Munk, 1930, Illustrationen von Lois Lenski[6]
- The Little Engine That Could, Platt & Munk, 1954, Illustrationen von George und Doris Hauman[6]
- The Little Engine That Could, Platt & Munk, 1976, Illustrationen von Ruth Sanderson
- Die kleine blaue Lokomotive. Carlsen Verlag, ISBN 3-551-51182-9 (39 S., librarything.com).

## Besonderheiten
Die kleine blaue Lokomotive „ist eine der wenigen weiblichen anthropomorphen Lokomotiven“.

## Verfilmungen
- The Little Engine That Could, 1991, 30-minütiger Animationsfilm, Regie Dave Edwards
- The Little Engine That could, 2011, 82-minütiger 3D-Animationsfilm, Regie Elliot. M. Bour